# 朱厄爾 (加利福尼亞州)
朱厄爾（英語：Jewell）是位於美國加利福尼亞州馬林縣的一個非建制地區。該地的面積和人口皆未知。

## 地理
朱厄爾的座標為38°02′12″N 122°44′45″W / 38.03667°N 122.74583°W，而該地的平均海拔高度為24米（即79英尺）。